# Orzola
Orzola est un village de pêcheurs situé au nord de l'île de Lanzarote (îles Canaries, Espagne), situé dans la commune de Haría.
Le village est le port de la ligne régulière des ferrys pour l'île de La Graciosa.

## Culture
La patronne du village est Rose de Lima, (1586-1611), laïque dominicaine péruvienne, protectrice des femmes, des couturières et des fleuristes. À la fin août, des festivités ont lieu en l'honneur de la sainte sur plusieurs jours. 

## Galerie

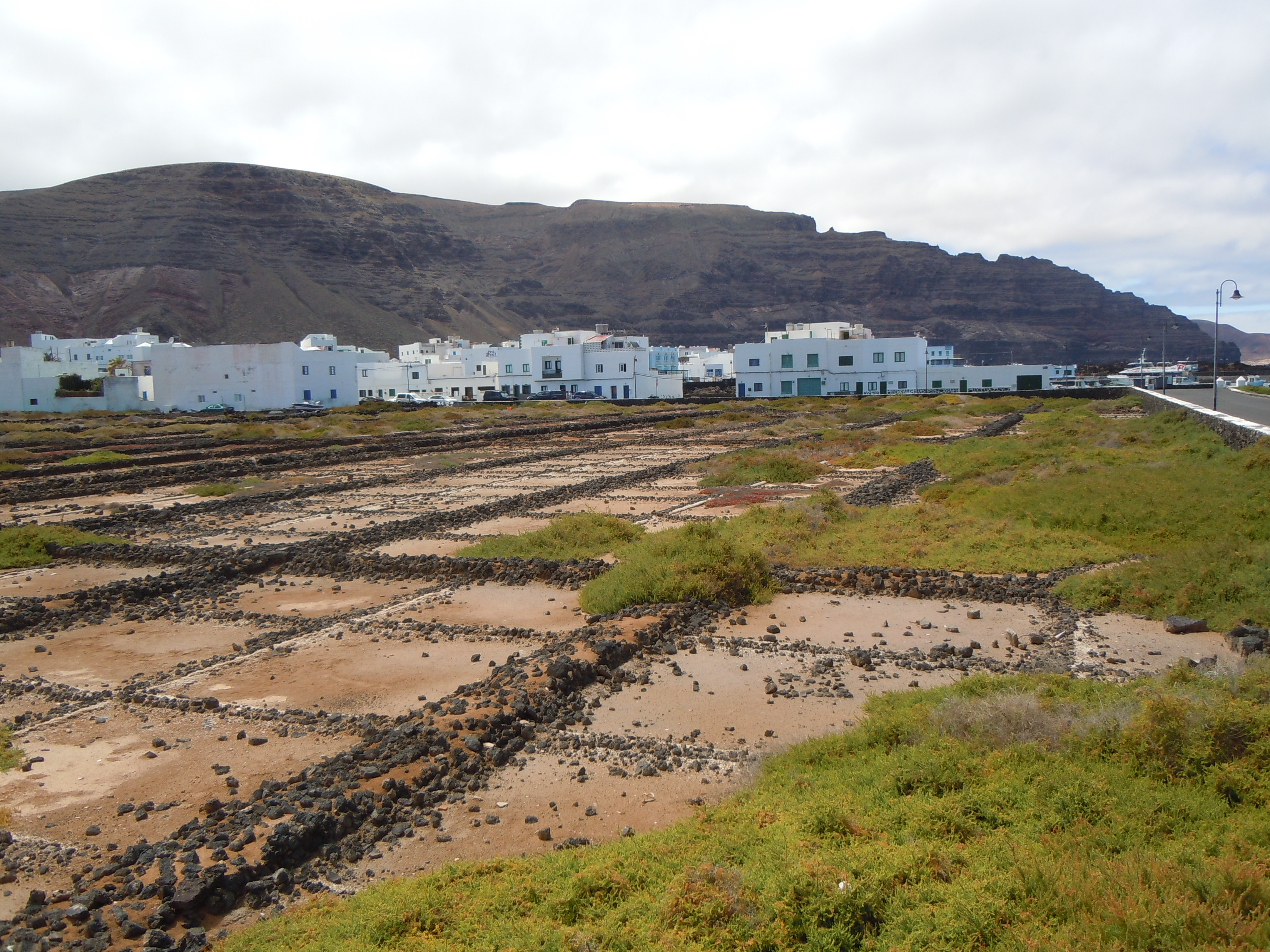
Anciens marais salants
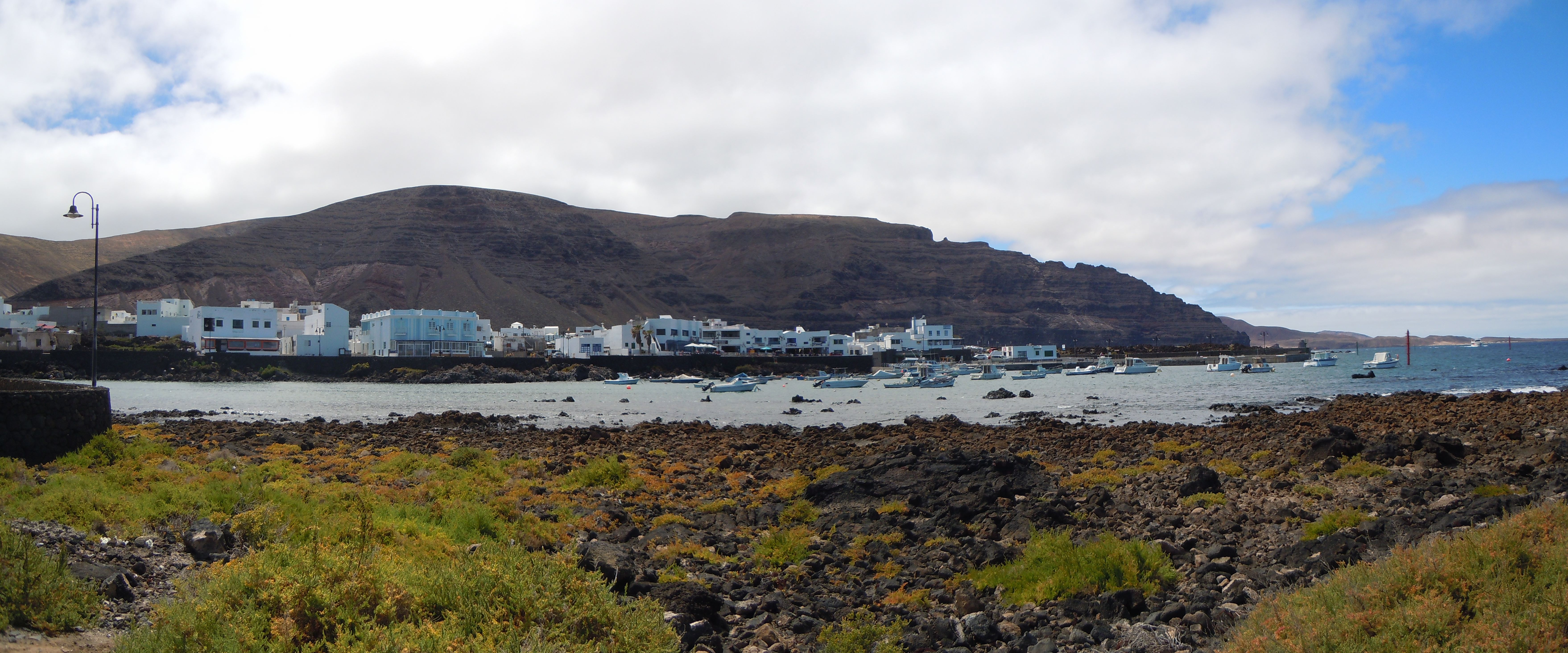
Le village d'Orzola au pied du Loma del Zalahar
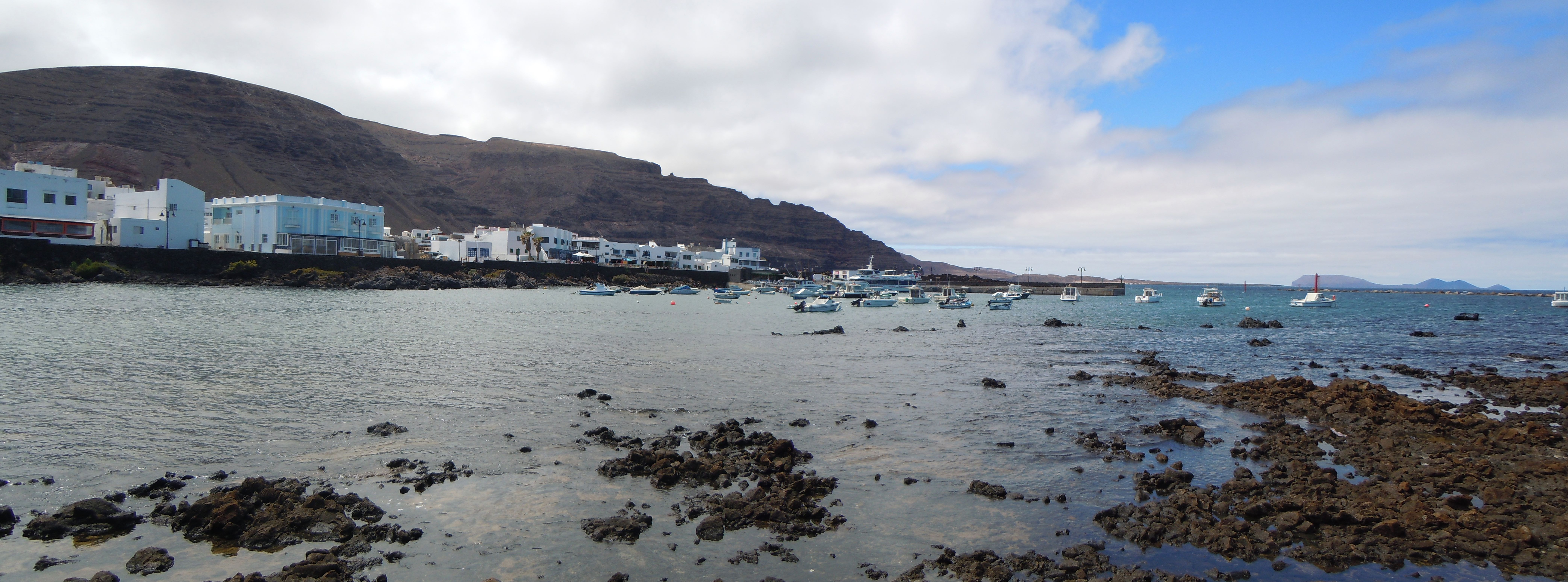
Le port et la Punta Fariones
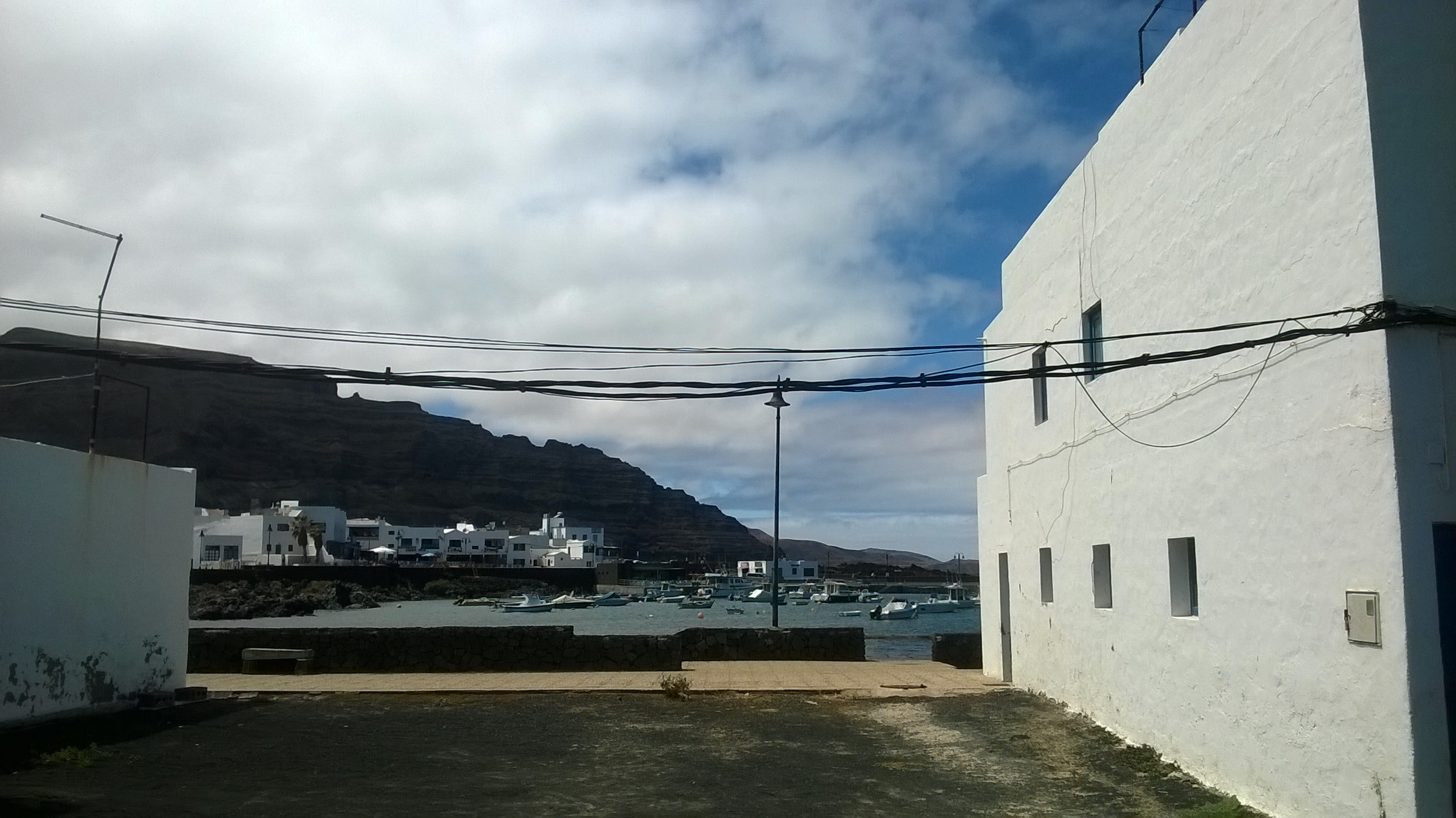
Rue typique avec vue sur le port.